# René Baer
Pour les articles homonymes, voir Baer.
René Baer, de son nom complet René-Salomon Baer, est un parolier et écrivain français, né le 11 octobre 1887 à Paris 9e arrondissement et mort le 25 décembre 1962 à Saint-Germain-en-Laye.

## Biographie
Né le 9 mai 1886 à Paris dans le 11e arrondissement, René Baer est rentier, comme Renée Durlacher qu'il épouse à Paris le 29 mars 1922.
Elle se fait ensuite connaître comme compositrice sous le nom de Renée Baer. Le couple divorce le 9 décembre 1937. 
René Baer a écrit pour le cinéma et la presse[précision nécessaire]. En 1936, il publie chez Albin Michel le roman Frédéric. L'auteur écrit également des chansons enfantines et des complaintes réalistes sous le nom de plume de « Vittonet ». Il a été chanté par Lucienne Boyer, Maurice Chevalier, et surtout Léo Ferré.
C'est à Monaco qu'il rencontre ce dernier lorsque, réfugié dans la principauté où il s'est remarié le 8 mars 1943, il échappe à la persécution antisémite qui a conduit sa première femme à mourir assassinée à Auschwitz le 3 novembre 1943. À Léo Ferré cherchant à étoffer son jeune répertoire, Baer fournit plusieurs textes. Leur collaboration aboutit en 1943 à six (ou huit) chansons : Le Banco du diable, Oubli, La Mauvaise Étoile, Le Carnaval de tous les jours (connu aussi sous le titre alternatif Le Petit Faune), La Chambre et La Chanson du scaphandrier. Seul l'enregistrement des trois dernières nous est parvenu à ce jour.
René Baer est le grand-oncle de Pauline Baer, d'Édouard Baer et de Julien Baer.